# Privileg (Film)
Privileg (Originaltitel: Privilege) ist eine britische Mockumentary des Regisseurs Peter Watkins aus dem Jahre 1967. Wie bei einigen seiner andere Arbeiten, zu denen der Kurzfilm The War Game (1965) und der kontroverse Science-Fiction-Film Strafpark (1971) zählen, nutzt Watkins  auch bei Privileg einen pseudo-dokumentarischen Erzählstil.

## Handlung
Der Film spielt in der nahen Zukunft der 1970er Jahre und handelt von dem Rockstar Steven Shorter. Kirche und Staat versuchen, Steven für ihre Zwecke zu gewinnen und so weit zu manipulieren, dass er zu einer messianischen Führergestalt für die Jugend wird, um diese von ihrem rebellischen Kurs abzubringen und zu konformisieren.

## Hintergrund
In der Rolle des Steven ist der seinerzeit sehr populäre Paul Jones, der langjährige Sänger der Band Manfred Mann, zu sehen. Stevens Freundin, die Malerin Vanessa Ritchie, wird von dem damaligen Model Jean Shrimpton verkörpert.
Privileg startete am 28. Februar 1967 in den britischen Kinos. Die deutsche Fassung wurde ab dem 13. Oktober 1967 in den westdeutschen und ab dem 28. März 1969 in den ostdeutschen Kinos gezeigt. Im Juni 1974 lief der Film erstmals im DDR-Fernsehen.

## Kritiken
„Eine formal wie thematisch interessante Mediensatire, die aber durch klischeehafte Überspitzung und voreilige Denunziation an Überzeugungskraft einbüßt.“

„Englischer Film, der intelligent und formal perfekt die kurze, aber hektische Karriere eines Schlagersängers und die damit zusammenhängenden Erscheinungen von kollektiver Hysterie schildert. Ein Teil der kritischen Haltung erstreckt sich bei der ‚in einer nahen Zukunft‘ spielenden Handlung auch auf die christlichen Kirchen Englands.“

## DVD-Veröffentlichung
Nach langjähriger ungeklärter Rechtslage erschien Privileg schließlich 2008 in den USA und 2010 in Großbritannien als DVD und Blu-ray Disc. 